# Finský špic
Finský špic je inteligentní psí plemeno. Do Skandinávie se dostal již s prvními obyvateli "země močálů a jezer", jimiž byli ugrofinští Aslandové. Finský špic tak má velmi blízko k ruským lajkám a karelskému medvědímu psu. Jeho využití bývalo všestranné: převažoval lov, využíval se však také jako pes saňový.

## Historie
Finský špic má svůj původ u dávných psů žijících ve Finsku a v Rusku. Původní využití není známé, ani záznamy o křížení nejsou, ale nejspíše se využíval pro hlídání příbytku a lov. Avšak s objevením jiných plemen psů začalo finských špiců postupně ubývat a zbylo jich pár pouze v severních krajích Finska, Laponska a Karélie. Díky práci dvou skandinávských myslivců Chugo P. Sandberga a Chugo Rosa bylo toto vzácné plemeno zachráněno. První standard byl vytvořen v roce 1892. První speciální výstava plemene byla uspořádána v témž roce. V roce 1979 byl finský špic prohlášen finským národním plemenem.
V současnosti (květen 2015) je plemeno hojné ve Finsku i ve Švédsku. Toto plemeno se v České republice stále vyskytuje pouze vzácně, převládají zde němečtí špicové.

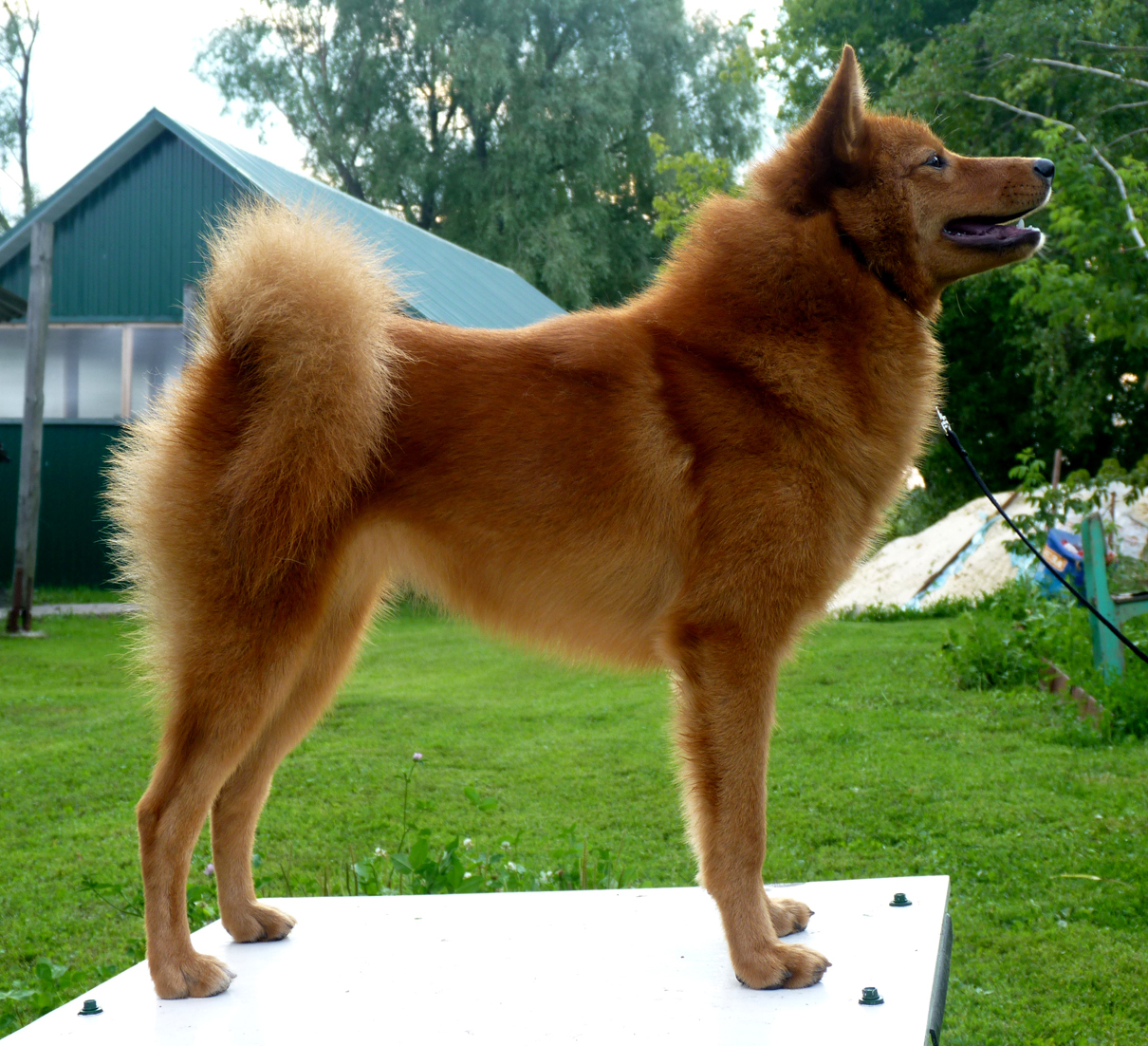
Výstavní postoj

## Vzhled

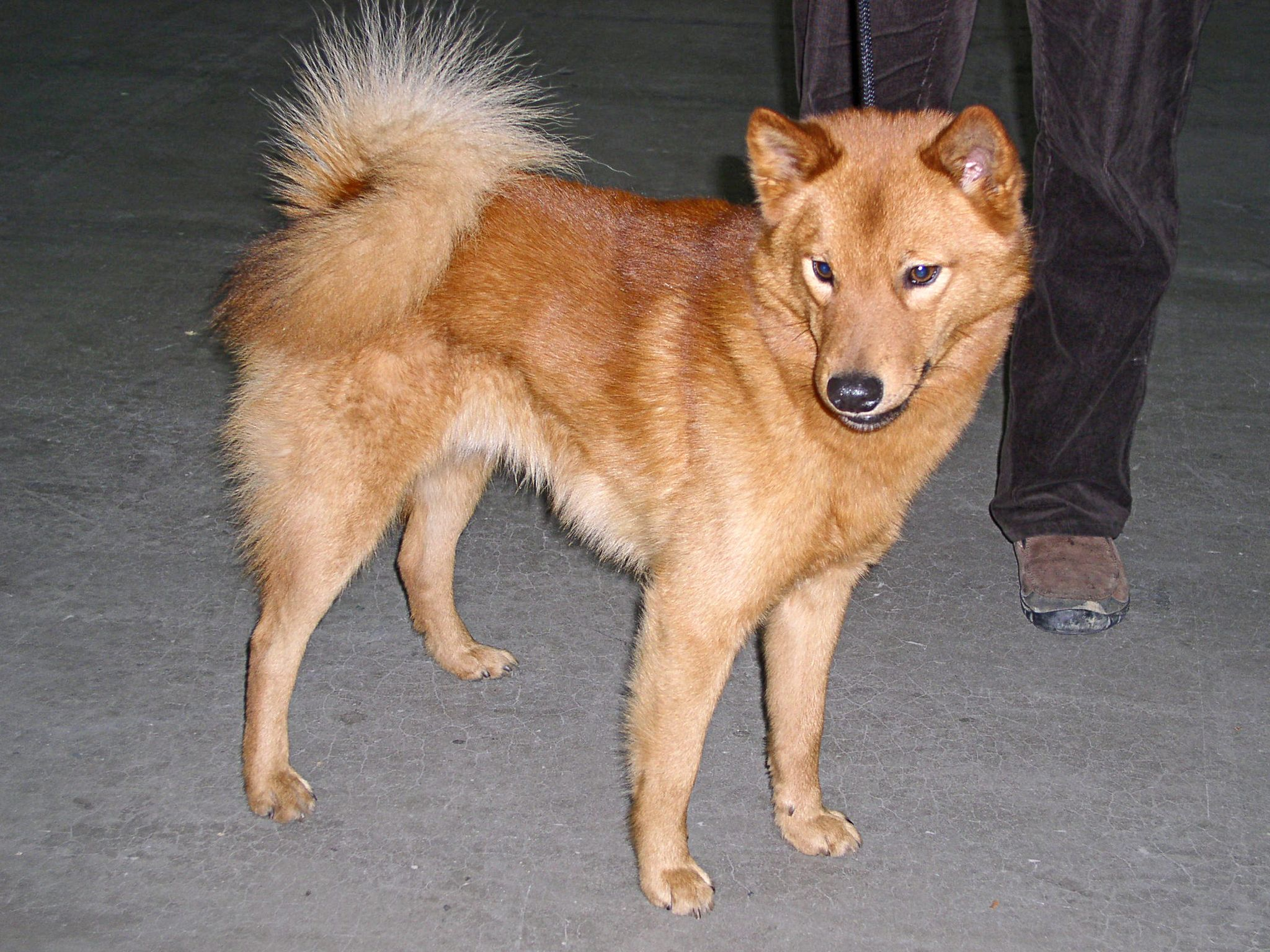
Finský špic

Menší než střední velikosti, téměř čtvercového formátu, štíhlý, šlachovitý pes s jistým pohybem. Má lehké tělo jemné konstrukce s huňatou a na dotek jemnou srstí, která skvěle izoluje proti vodě i zimě. Nízké teploty mu nevadí, naopak ty vysoké špatně snáší. Hlava je mírně vyklenutá, dobře tvarovaná i nasazená. Stop je jen málo výrazný. Uši jsou poměrně vysoko nasazené a vždy nošené vzpřímeně. Trojúhelníkovitého tvaru. Krk je svalnatý, dlouhý a srst na něm většinou vytváří límec. Hřbet je poměrně krátký a rovný. Je úzký, ale huňatá a hustá srst dodává dojmu, že je široký. Ocas je dlouhý a nošený zatočený nad hřbetem, ať už při akci nebo ne. Končetiny jsou dlouhé, dobře osvalené a tlapky kulaté a malé.
Výška se pohybuje od 39 do 50 cm, váha okolo 10 kg.

## Povaha
Vyznačuje se jako skvělý hlídač především díky svému hlasu – hlas je vysoký a velmi hlasitý, i když to občas vede k problémům se sousedy. S cizími lidmi může mít v dospělosti problém, proto je důležité ho naučit, aby návštěvy ignoroval. Své rodině je oddaný a udělá všechno v jejím zájmu, třeba zaútočí. Jinak je to plemeno velmi učenlivé, bystré a věrné. S ostatními zvířaty moc nevychází, ale děti mu nevadí, stejně jako jiní psi ale může mít pud chránit "své" děti při hře s cizími. Hodí se spíše pro zkušenějšího psovoda – pro svoji tvrdohlavost. Výcvik je velmi nutný.

## Péče
Srst stačí občas vyčesat, v době línání každý den, speciální péči nepotřebuje. Do vnějších zvukovodů je lepší nezasahovat, drápky občas zastřihnout. Výcvik i pohyb jsou pro něj velmi důležité a nejlepší je spojit je v jedno – trénovat na procházkách. Tak se naučí mnohem více, než doma, kde nemá tolik rozptylujících podnětů. Pohyb vyžaduje, může být ve formě běhání u kola, dlouhé túry, canicrossu nebo plavání. Právě kvůli výcviku se hodí pro zkušené psovody — je tvrdohlavý a pokud nemá jasné místo v rodinné "smečce", nebude jen tak poslouchat.